# Тюри (волость)
Тю́ри (эст. Türi vald) — волость в Эстонии, в составе уезда Ярвамаа.

## Географическое положение
Волость расположена в юго-западной части уезда Ярвамаа. Соседние волости: Кехтна и Рапла (уезд Рапламаа), Пыхья-Пярнумаа (уезд Пярнумаа), Пыхья-Сакала (Вирумаа), Ярва и город Пайде (Ярвамаа).
Площадь волости Тюри составляет 1 008,39 км². 
Крупнейшие озёра волости: природное озеро Виссувере (площадь 8,3 гектара) и водохранилище Тюри (площадь 5,5 га). Самая большая река — Локута.

## История
Волость Тюри была образована постановлением правительства Эстонской республики от 29 декабря 2016 года в результате административно-территориальной реформы путём объединения волостей Тюри, Ойзу, Кабала, Вяэтса, Кяру и города Тюри. Постановление вступило в силу в 2017 году в день провозглашения итогов выборов в Городской совет Тюри. Волость включает в себя 1 город, 4  посёлка и 53 деревни. Административный центр волости — город Тюри..

## Символика
Герб

На зелёном щите серебряный крест. В центре креста красный щит, в центре которого золотое яблоко. Зелёный цвет символизирует земледелие, надежду и уравновешенное отношение к жизни. Крест означает расположение волости в центральной части Эстонии вокруг пересечения дорог. Крест делит щит герба на четыре части, которые символизируют объединившиеся самоуправления.

Флаг

На полотнище зелёного цвета белый крест, в центре которого золотисто-жёлтое яблоко в красном квадрате. Нормальный размер флага 105 × 135 см, соотношение ширины и длины 7:9.

## Населённые пункты
Город: Тюри.

Посёлки: Кяру, Ойзу, Сяревере, Вяэтса.

Деревни: Аасувялья, Аркма, Вилита, Виллевере, Виссувере, Вяльяотса, Вяльятагузе, Йыэкюла, Кабала, Кахала, Карьякюла, Кирна, Колу, Куллимаа, Курла, Кыду, Кядва, Кяндлику, Кяревере, Лаупа, Лаури, Локута, Лунгу, Лыыла, Меоссааре, Метсакюла, Мяэкюла, Нясувере, Оллепа, Пала, Пибари, Пийуметса, Поака, Пыйква, Расси, Раукла, Реопалу, Ретла, Рёа, Рикассааре, Роовере, Саареотса, Сагевере, Сауэаугу, Сонни, Тайксе, Тори, Тюри-Аллику, Тяннассильма, Эйамаа, Энари, Юлейыэ, Яндья.

## Статистика

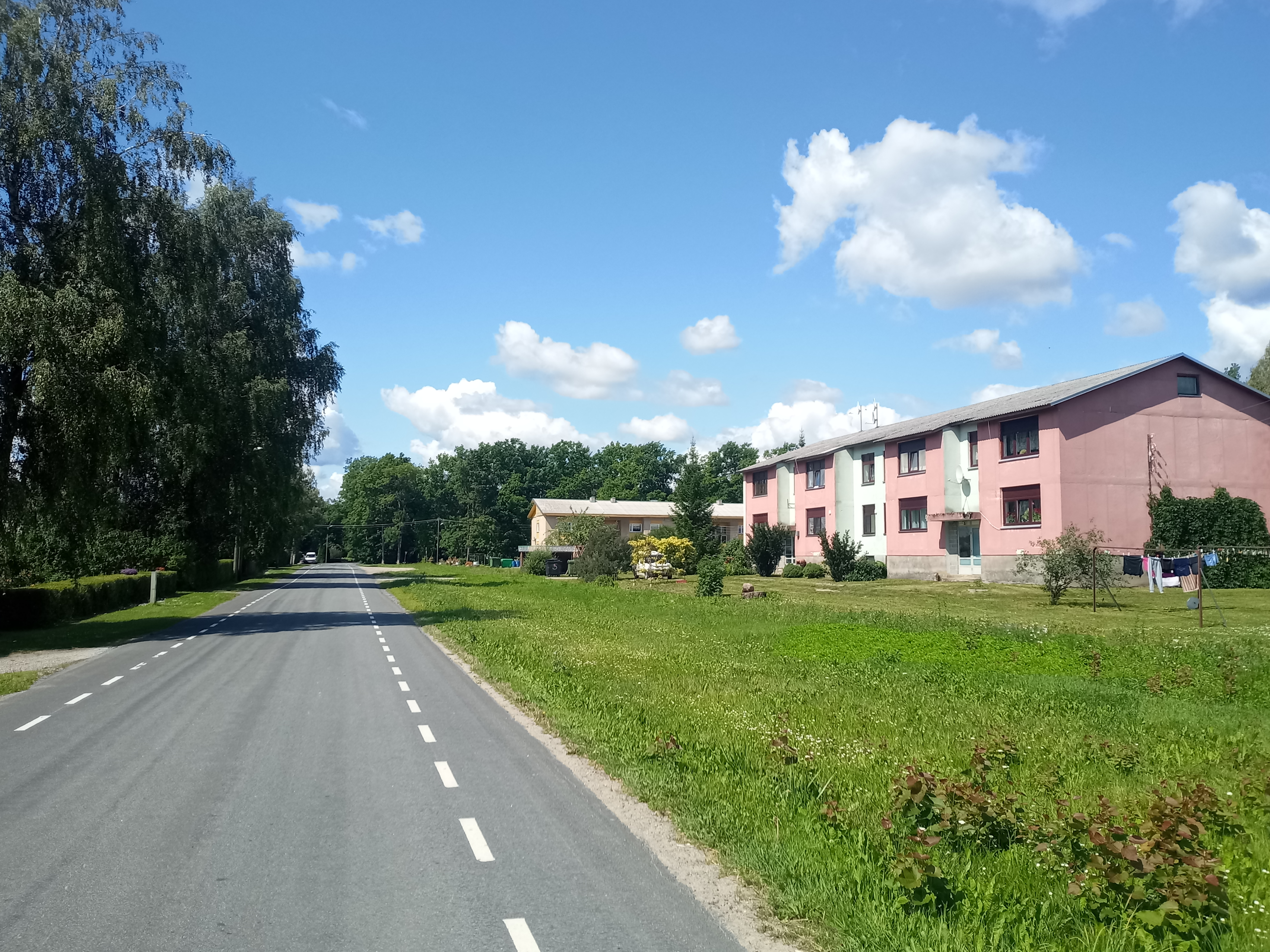
Посёлок Ойзу

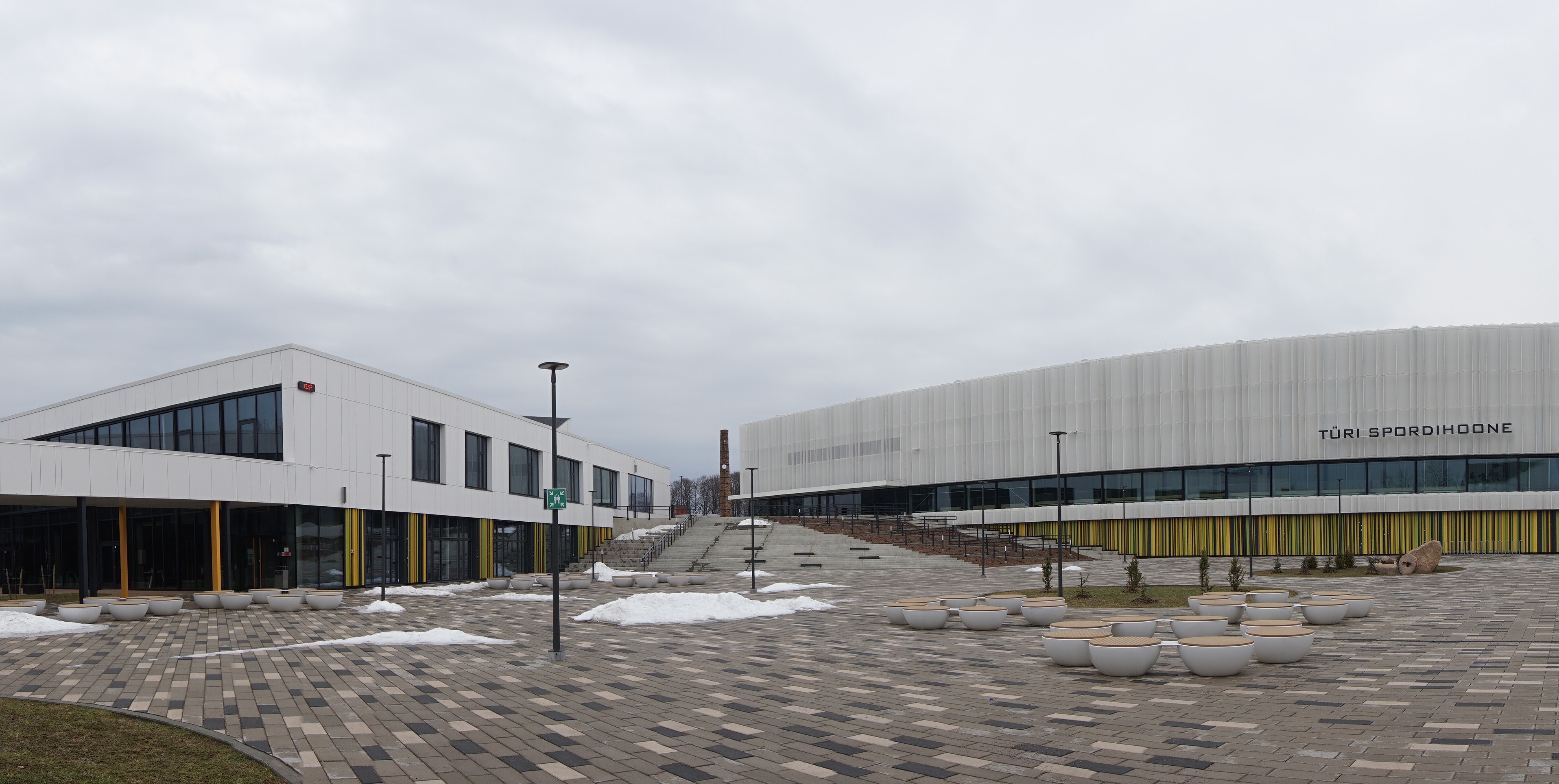
Тюриская основная школа и спортхолл

Данные Департамента статистики о волости Тюри на 1 января каждого года:
Число жителей:
| Год     | 2015   | 2016     | 2017     | 2018     | 2019     | 2021     | 2022     |
| ------- | ------ | -------- | -------- | -------- | -------- | -------- | -------- |
| Человек | 11 437 | ↘ 11 240 | ↘ 10 937 | ↘ 10 918 | ↘ 10 786 | ↘ 10 695 | ↘ 10 623 |

Зарегистрированные безработные:
| Год     | 2015 | 2016  | 2017  | 2018  | 2019  | 2021 (август) |
| ------- | ---- | ----- | ----- | ----- | ----- | ------------- |
| Человек | 278  | ↗ 295 | ↘ 293 | ↗ 300 | ↘ 298 | ↗ 332         |

Средняя брутто-зарплата работника:
| Год  | 2015   | 2016     | 2017       | 2018       | 2020       |
| ---- | ------ | -------- | ---------- | ---------- | ---------- |
| Евро | 912,33 | ↗ 979,70 | ↗ 1 046,73 | ↗ 1 126,74 | ↗ 1 216,50 |

Число учеников в школах:
| Год     | 2015  | 2016    | 2017    | 2018    |
| ------- | ----- | ------- | ------- | ------- |
| Человек | 1 041 | ↘ 1 028 | ↘ 1 016 | ↗ 1 061 |

## Инфраструктура

### Образование
В волости работают: основная школа Лаупа, школа-детский сад Ретла-Кабала с подразделениями в Ойзу и Кабала, основная школа Тюри, основная школа Кяру (объединена с детсадом), основная школа Вяэтса, Весенняя школа в Тюри, общая гимназия Тюри, детсад Тюри (с филиалами в Локута и Тюри-Аллику), детсад «Пайкяпп» в Вяэтса. Весенняя школа Тюри предназначена для детей с недостатками интеллекта, которые по рекомендации консультационной комиссии и с согласия родителей обучаются домоведению и уходу за собой.
В городе Тюри есть спортивная и музыкальная школы; работает библиотека со структурными подразделениями в Тюри, Лаупа, Ойзу Кабала, Кахала, Кяру и Вяэтса.

### Медицинское обслуживание и социальные услуги
Медицинскую помощь первого уровня оказывает Центр здоровья Тюри, открытый в 2019 году в городе Тюри; в Вяэтса работает семейный врач, в Кяру по определённым дням принимает пациентов семейный врач из Тюриского центра здоровья. В Центре здоровья Тюри также работают два стоматолога, окулист, аптека и оптика, и принимают врачи-специалисты из Ярвамааской больницы.
В волости 4 учреждения, оказывающие услуги социального обеспечения: Дневной центр Тюри (Türi Päevakeskus), центр «Тюри Коду» (Türi Kodu), дом престарелых в Вяэтса, социальный центр по уходу «Кяру хоолдекоду» (Süda-Eesti Sotsiaalkeskus Käru hooldekodu).

### Спорт и досуг
В городе Тюри действует Открытый молодёжный центр, основной задачей которого является организация молодёжной работы во всей волости Тюри, и Общество защиты детей. Молодёжные комнаты есть в деревнях Ойзу, Кабала и Кяру. Организацией спорта занимается Союз спортивных клубов Тюри (TSKL). В 2013 году был заключён договор между волостью Тюри и целевым учреждением «Дом международного спорта Тюри» (SA Türi Rahvaspordi Maja), на основе которого, в числе прочего, должно организовываться обучение детей плаванию в школах и детсадах волости. В посёлке Вяэтса работает Оздоровительный комплекс, включающий в себя спортивное здание в Вяэтса, стадион и находящиеся в округе спортивные сооружения. В спортхолле есть 2 зала, где можно играть в футбол, волейбол, баскетбол, хоккей в зале, бадминтон, игру indiaca и др. В волости действует несколько спортивных клубов.
В городе Тюри работает Культурный центр, имеющий структурные подразделения — Народные дома в деревнях Ойзу, Кабала, Вяэтса и Кяру. В Музее Тюри работает центр туристической информации.
По территории волости проходят международная велосипедная трасса EuroVelo номер 2 (Пярну — Таллинский порт) и туристическая тропа Greenway. В Тюри есть приключенческий парк, расположенный на друмлинах, на месте бывшего лыжного трамплина.

### Общественный транспорт и связь
Через волость проходит несколько крупных шоссе: Пярну—Раквере—Сымеру, Таллин—Рапла—Тюри, Таллин—Имавере—Вильянди, а также железная дорога Таллин—Лелле—Вильянди. В волости 5 железнодорожных станций: Тюри, Кяру, Тайксе, Кяревере и Оллепа.

## Экономика
Основная часть предприятий волости сосредоточена в городе Тюри и его окрестностях. Самые распространённые виды деятельности: розничная торговля, дерево- и металлообработка. В регионах волости основными сферами предпринимательства являются сельское и лесное хозяйства.  
По состоянию на 1 апреля 2017 года в бизнес-регистре с адресом в волости Тюри было зарегистрировано 1212 предприятий и организаций, из них:
- акционерных обществ — 11,
- паевых товариществ — 653,
- предпринимателей-физических лиц — 297,
- доходных товариществ[эст.] — 15,
- целевых учреждений — 5,
- недоходных объединений — 231.

Крупнейшие работодатели волости по состоянию на 31 декабря 2019 года: 
| Предприятие/организация | Вид деятельности                                    | Численность работников |
| ----------------------- | --------------------------------------------------- | ---------------------- |
| Estonia OÜ              | Молочное скотоводство                               | 113                    |
| TB WORKS OÜ             | Производство металлоконструкций и их частей         | 111                    |
| GoTrack OÜ              | Строительство, ремонт и обслуживание железных дорог | 97                     |
| Управа волости Тюри     | Деятельность органов государственного управления    | 84                     |
| Prelvex AS              | Производство торфа                                  | 67                     |

## Достопримечательности
Главные достопримечательности волости:
- церковь Святого Мартина в Тюри,
- мыза Вяц (Вяэтса),
- мыза Каббал (Кабала),
- мыза Лаупа,
- мыза Колло (Колу),
- мыза Серрефер (Сяревере),
- Музей телерадиовещания Эстонии,
- Эстонский музей велосипедов,
- карстовое плато Курла,

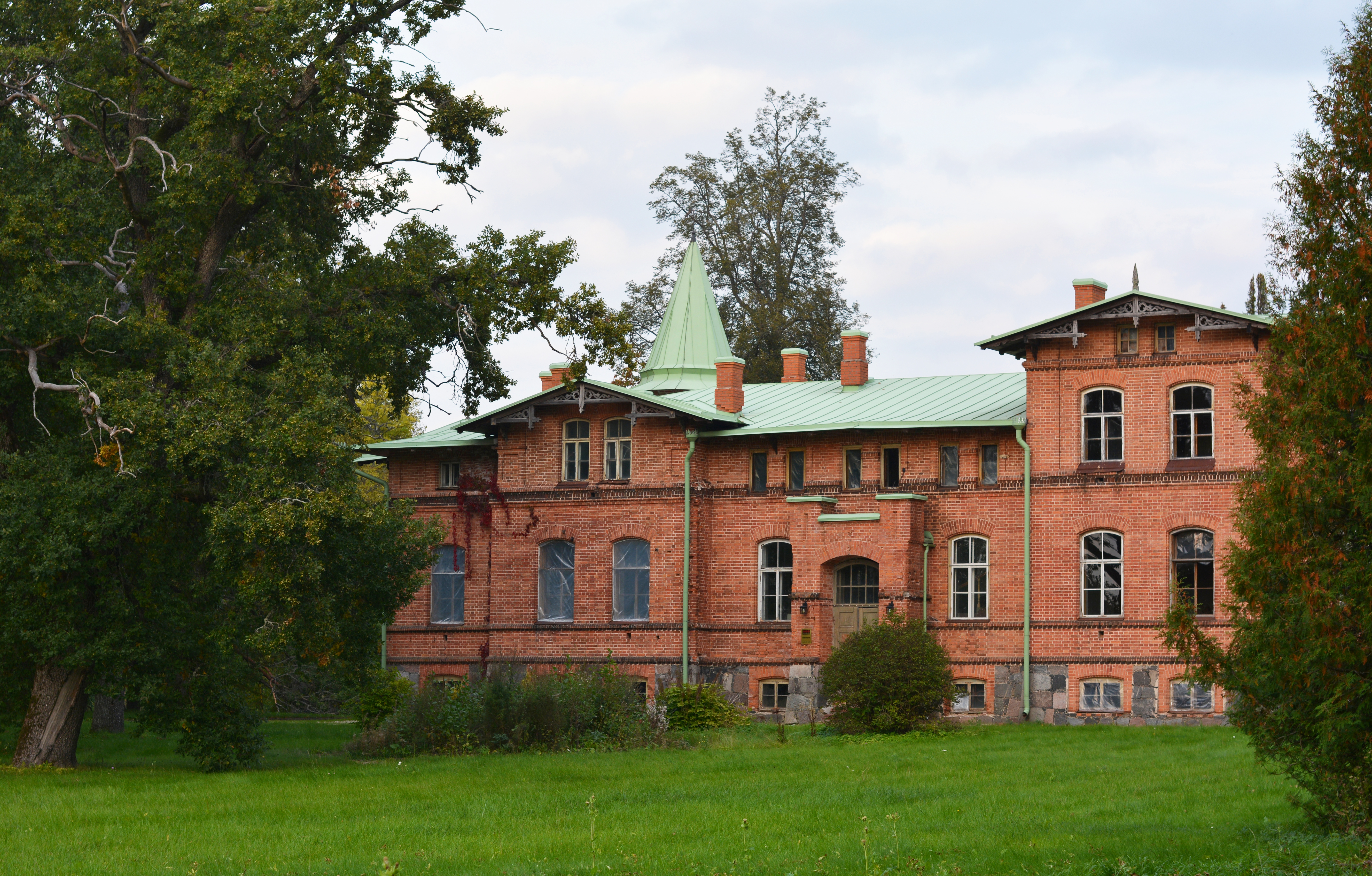
Главное здание мызы Колло (Колу)

- дендропарк Рыугу в деревне Виллевере.

## Галерея

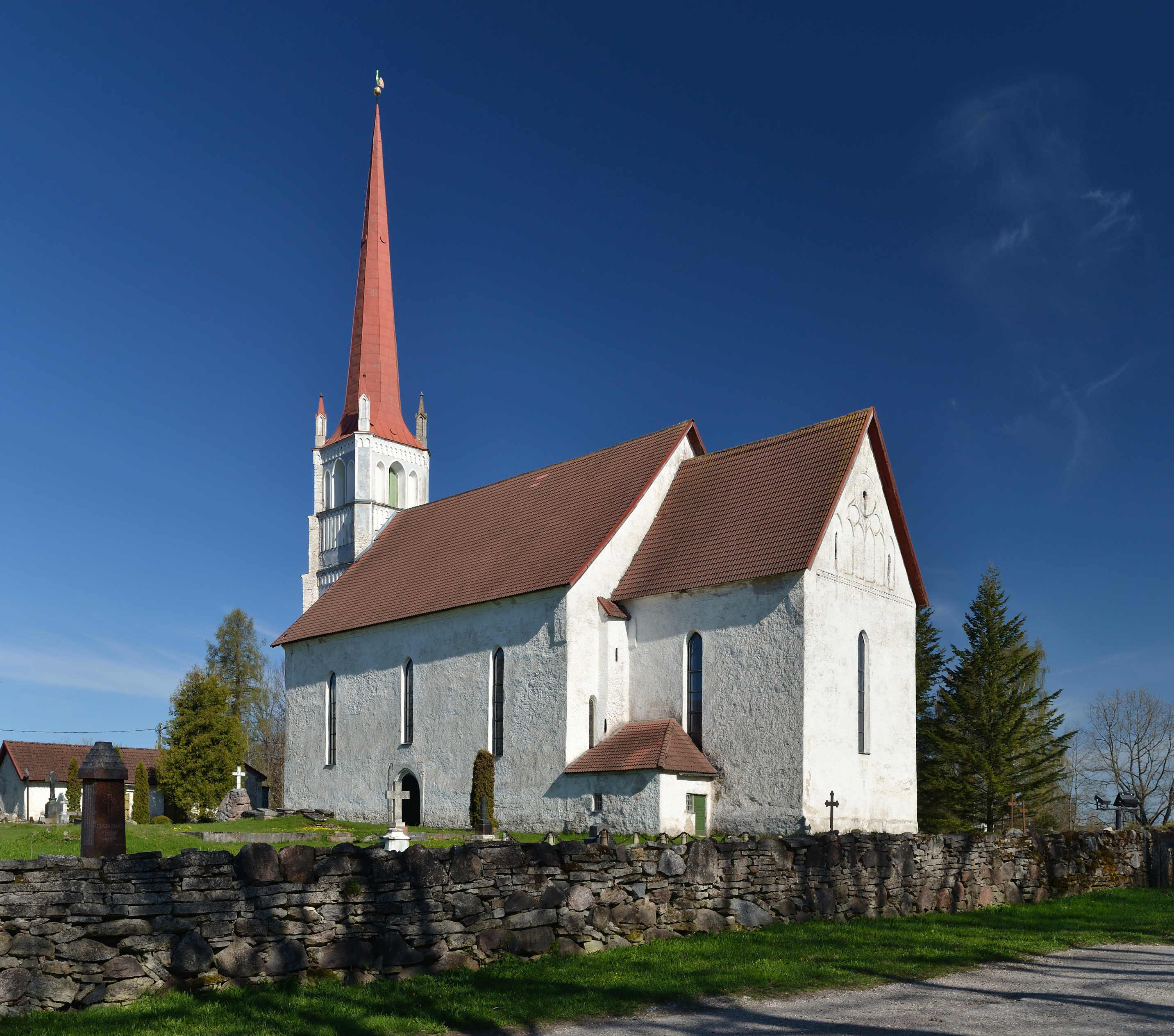
Церковь Святого Мартина
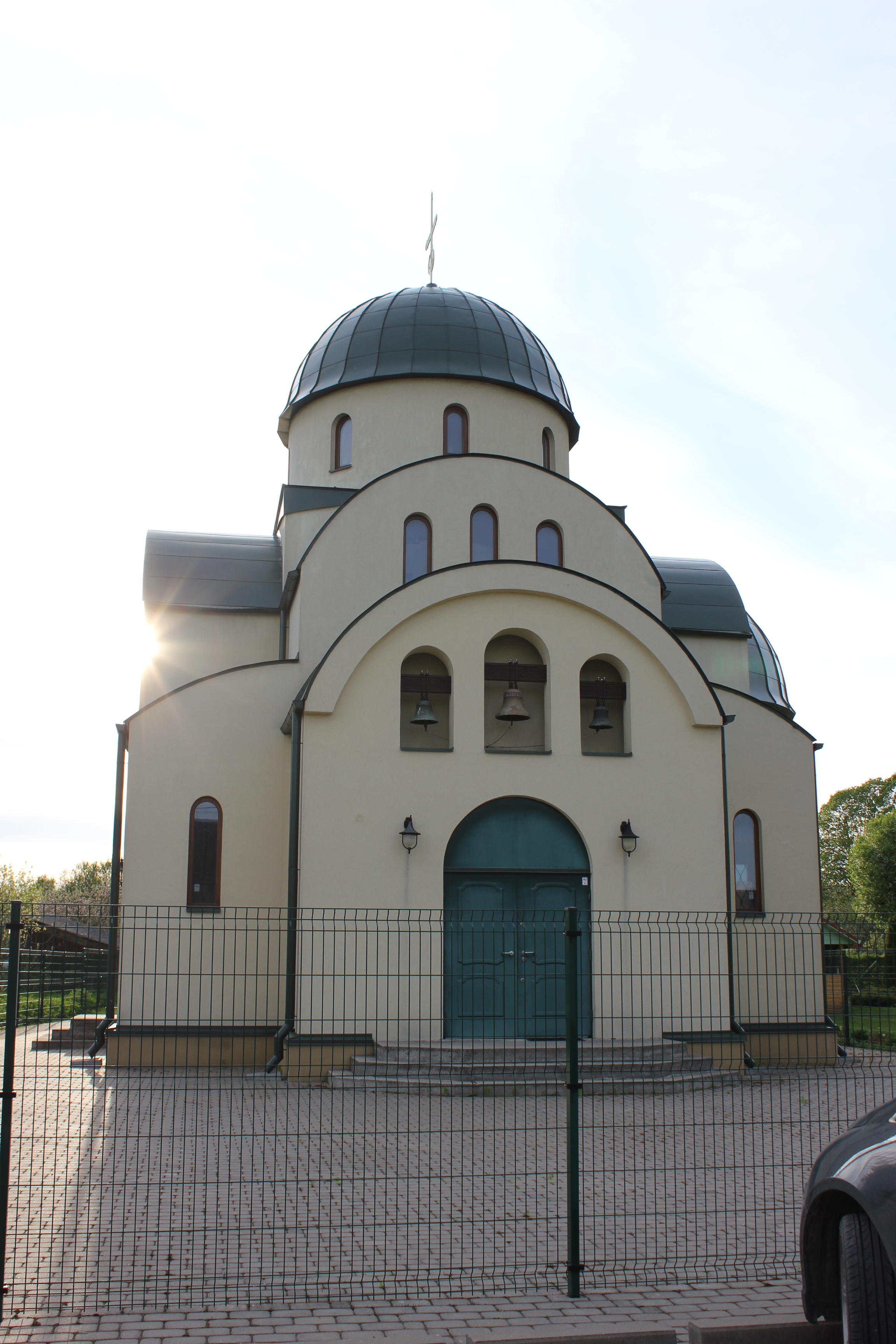
Церковь Святой Троицы в Тюри
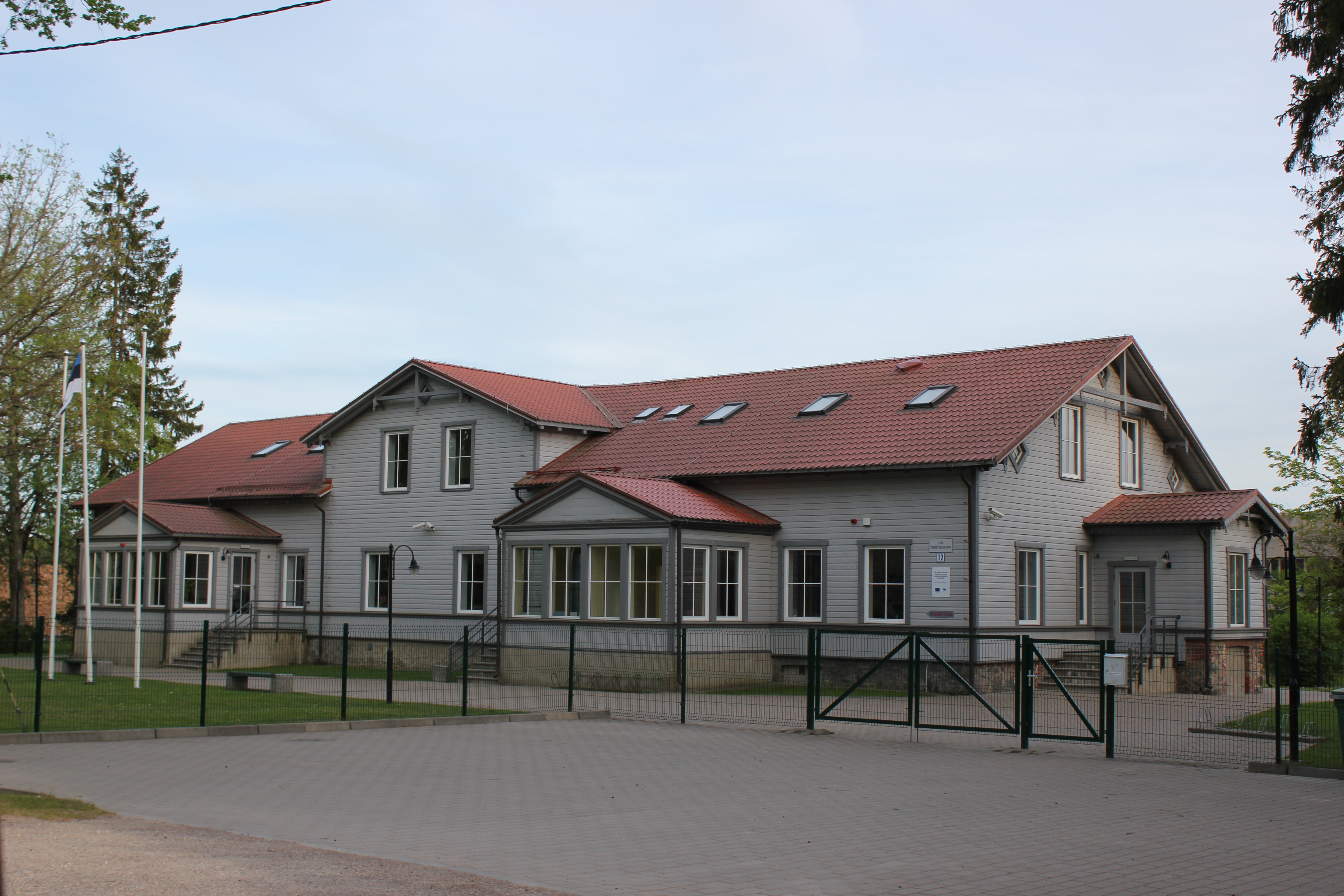
Весенняя школа
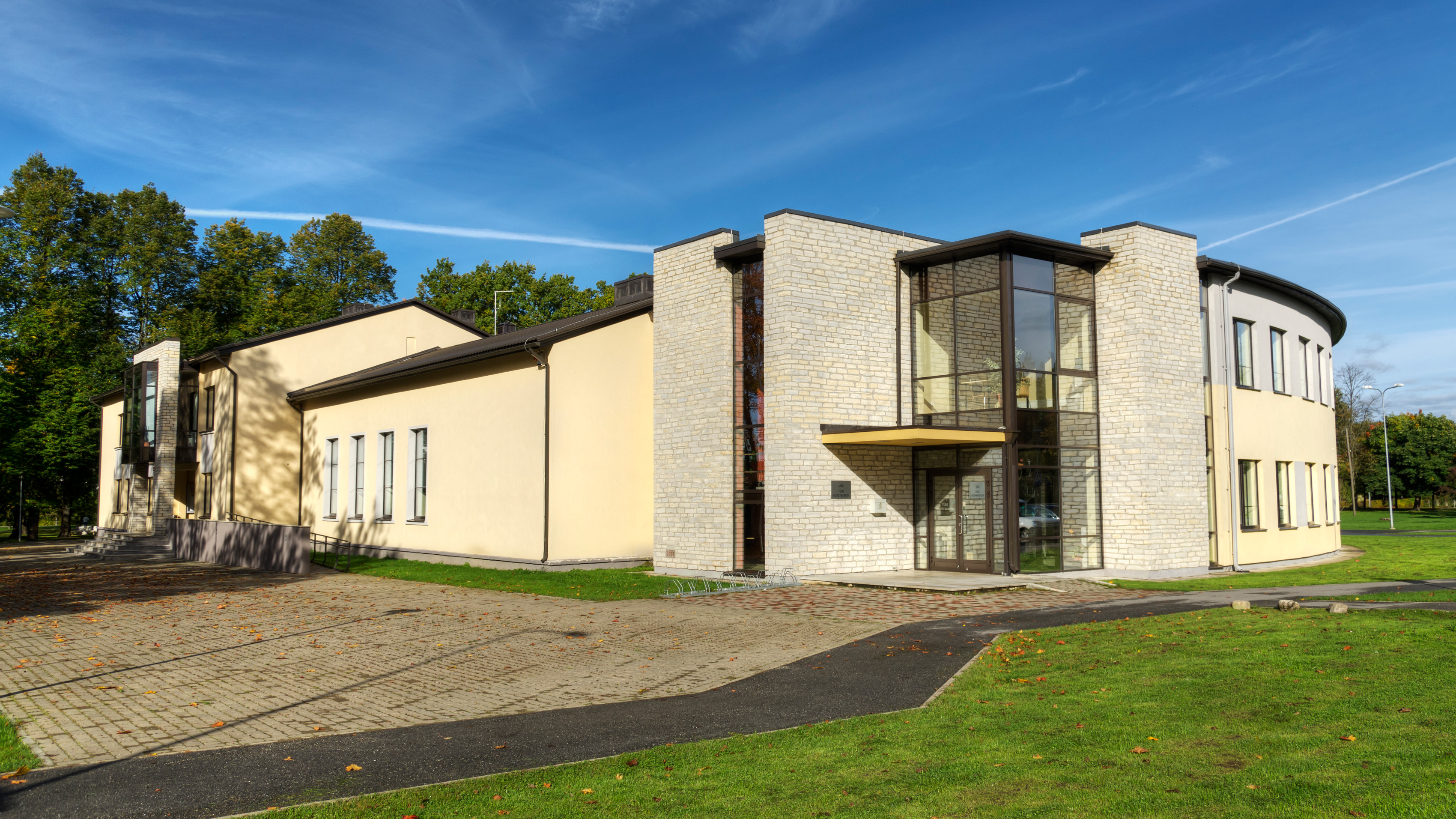
Дом культуры Тюри
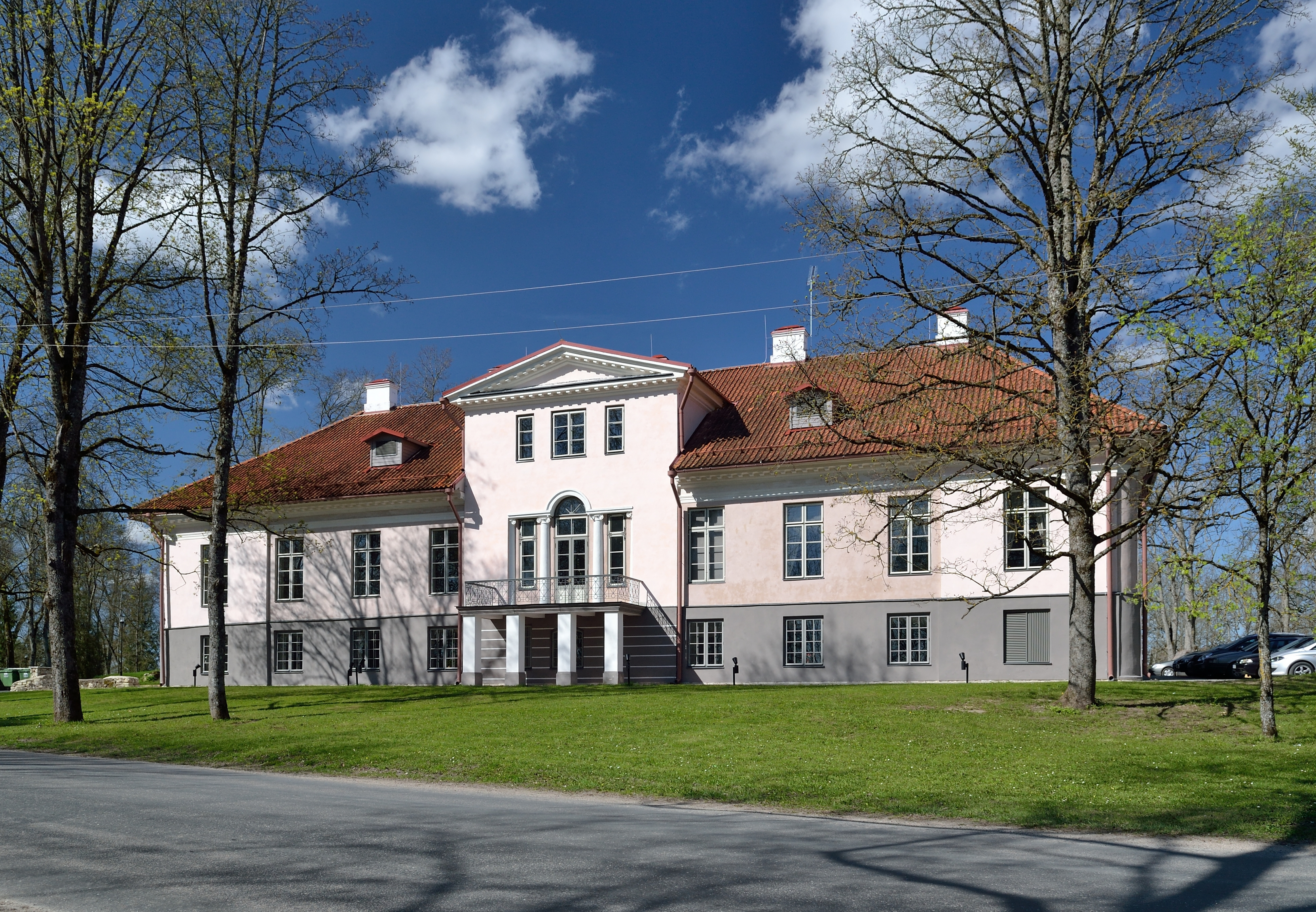
Мыза Вяц (Вяэтса)
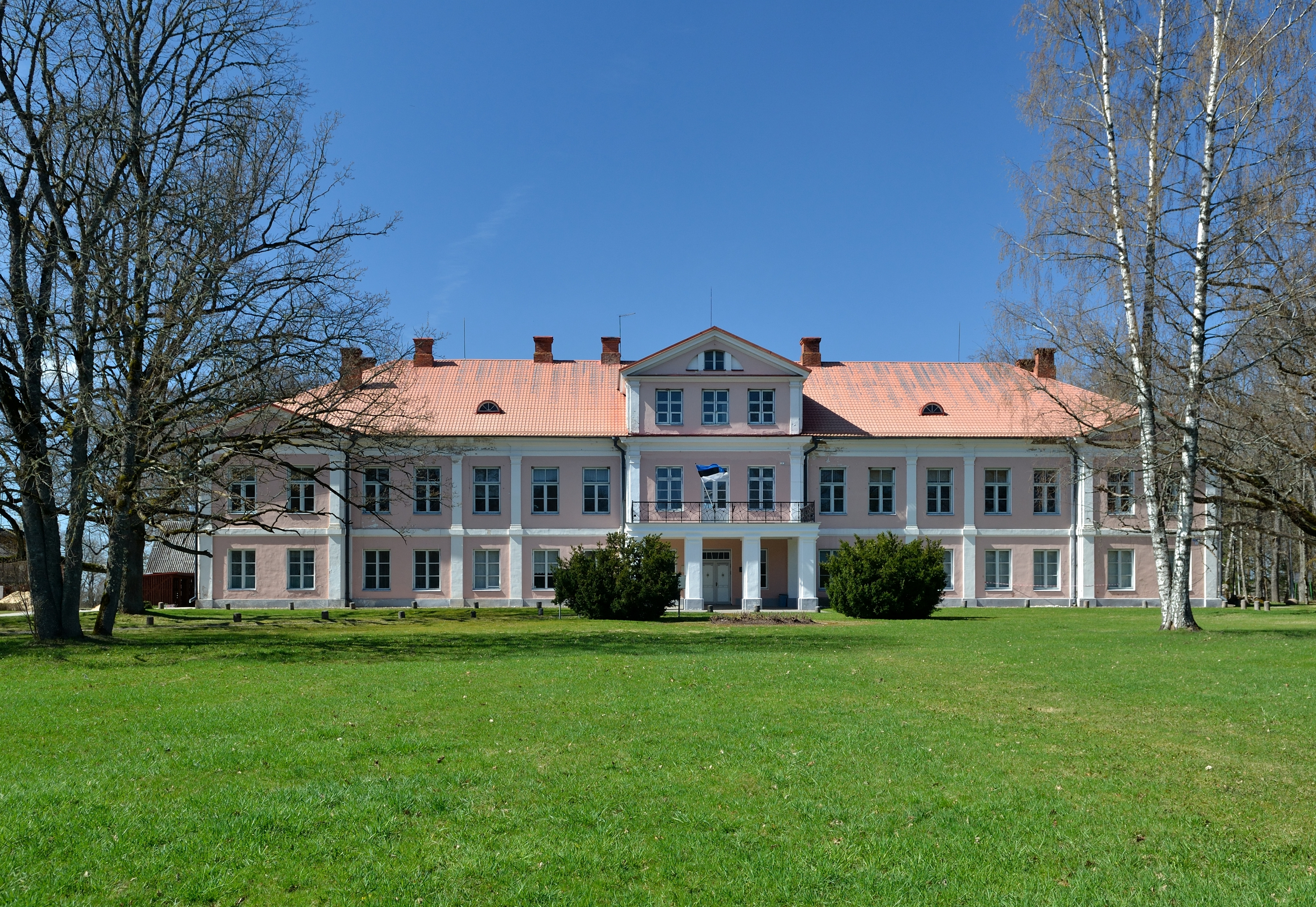
Мыза Каббал (Кабала)
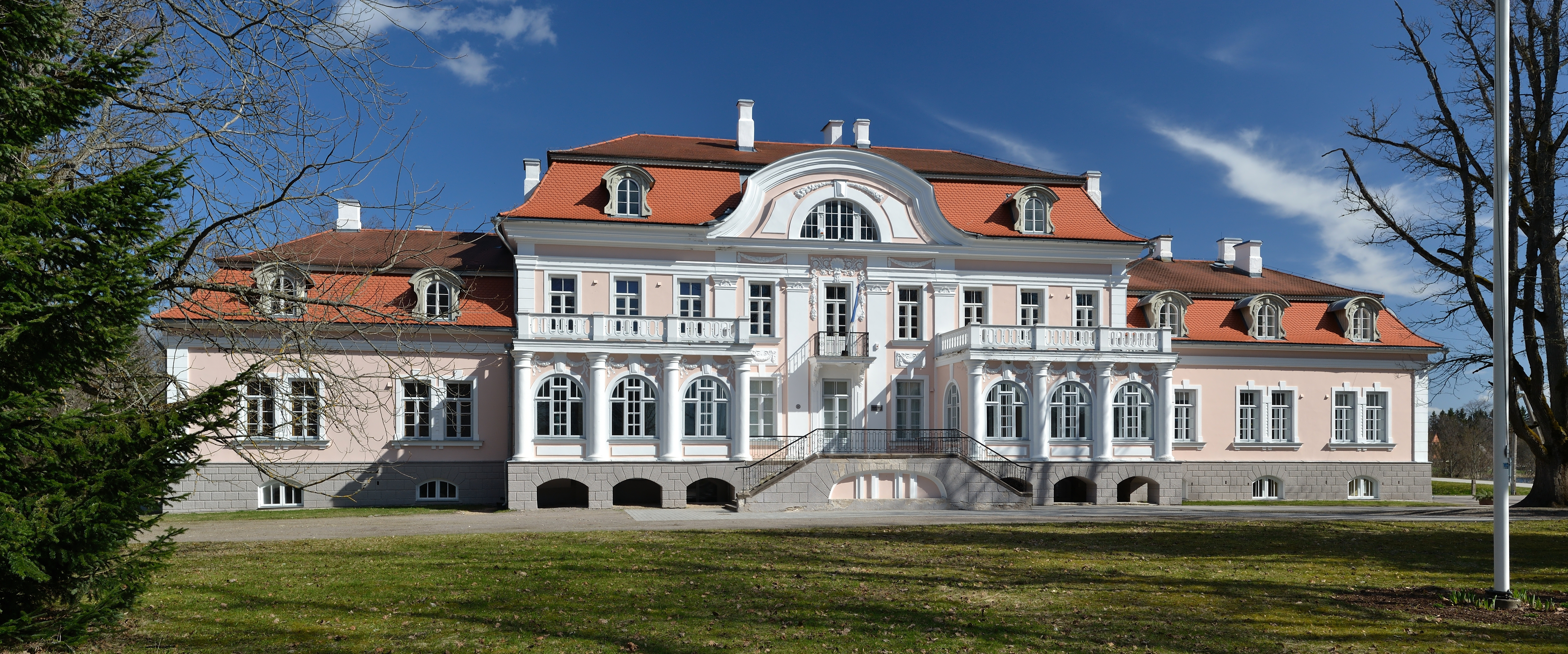
Мыза Лаупа
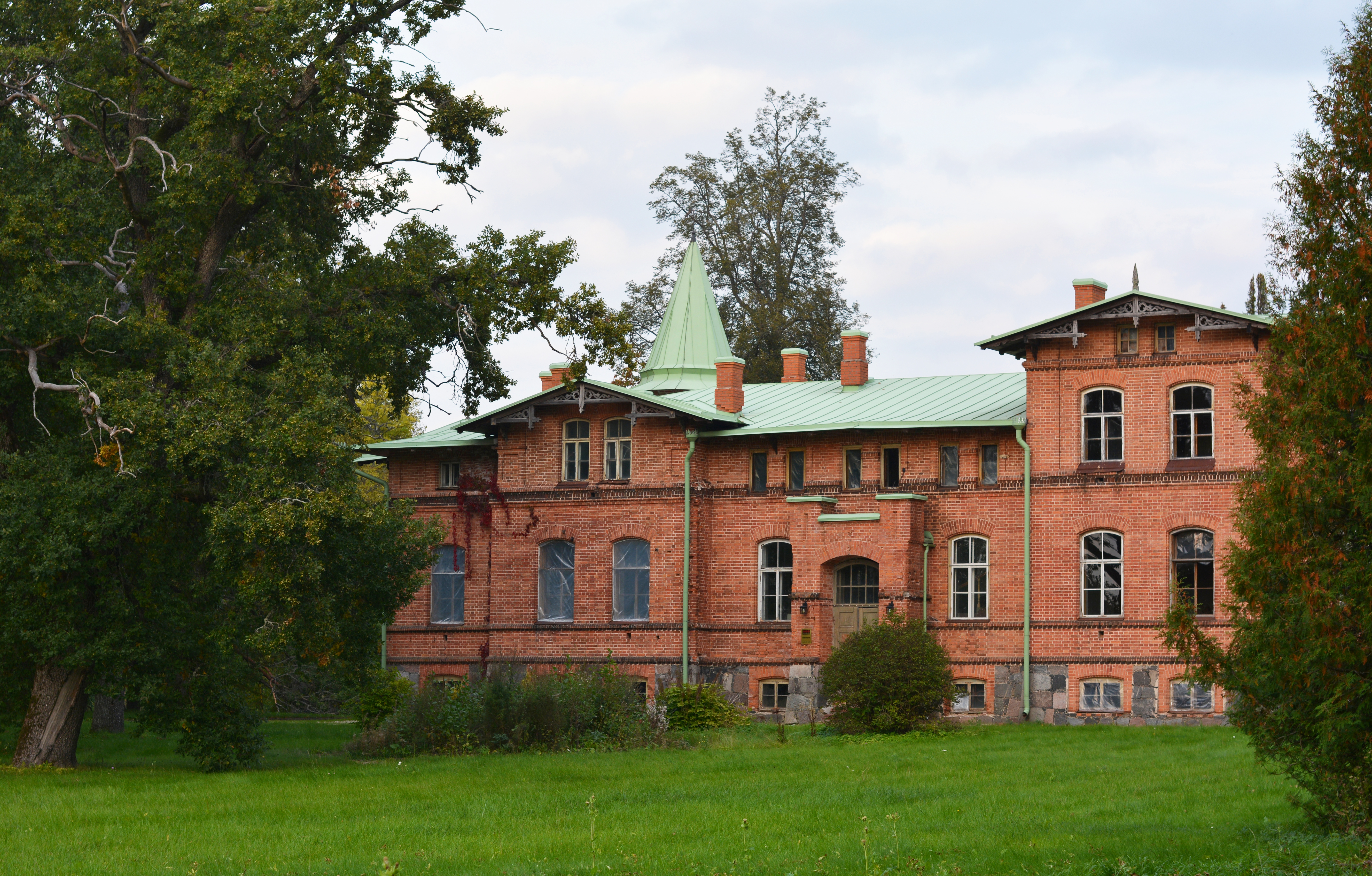
Мыза Колло (Колу)
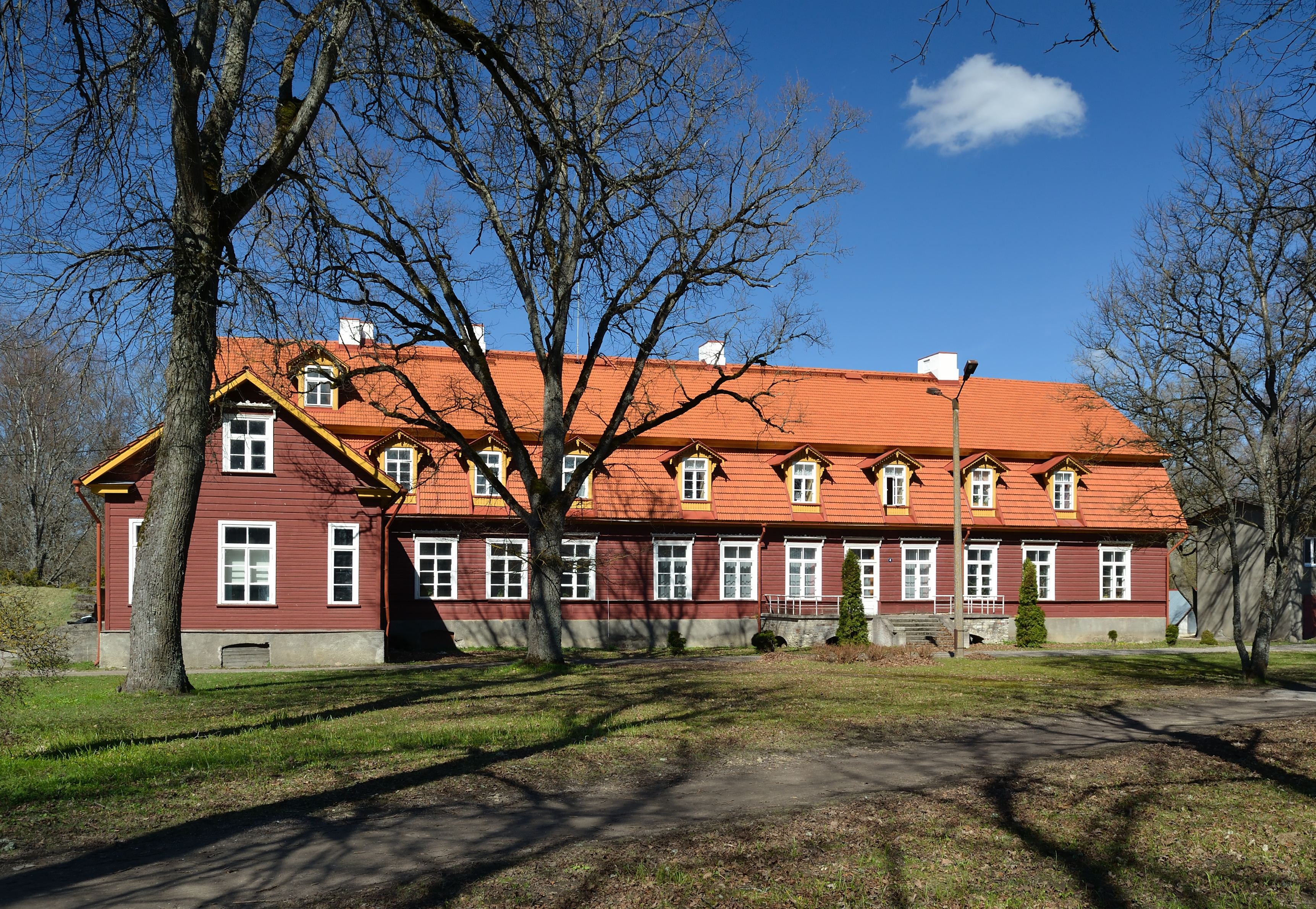
Мыза Серрефер (Сяревере)
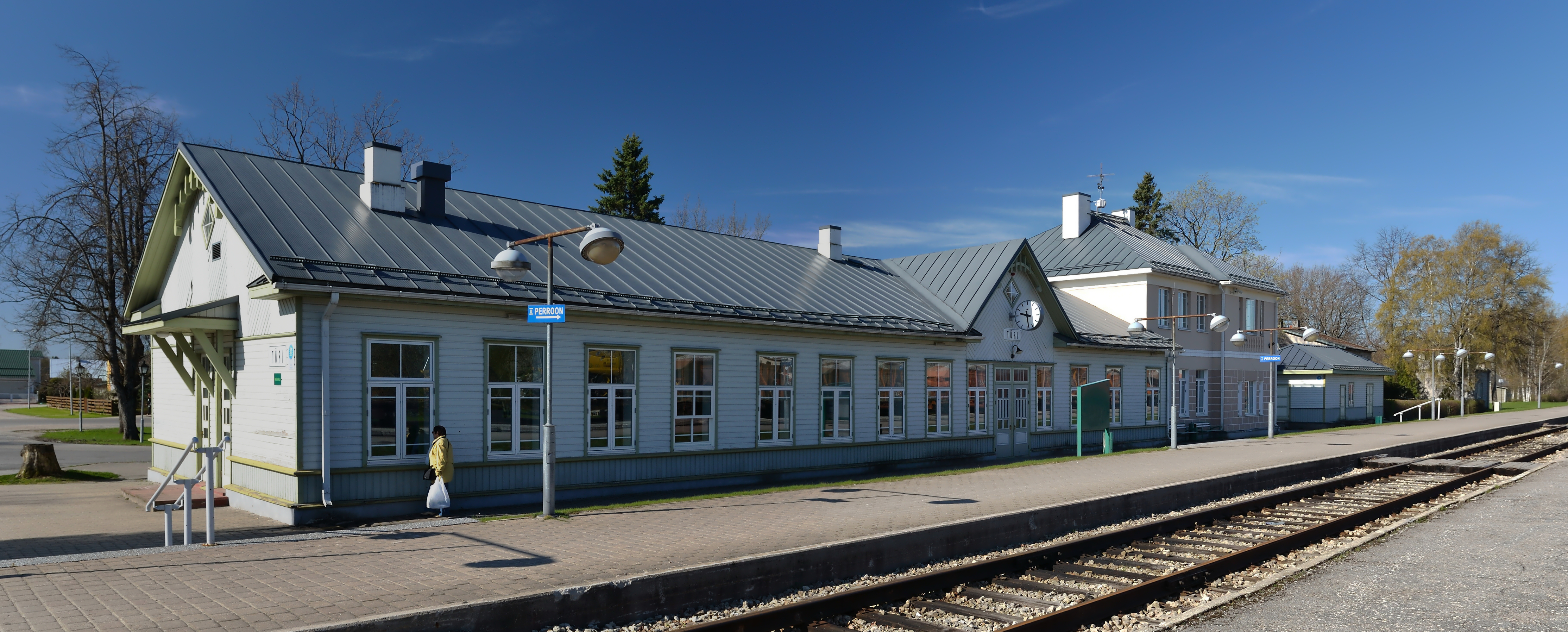
Здание ж/д станции Тюри
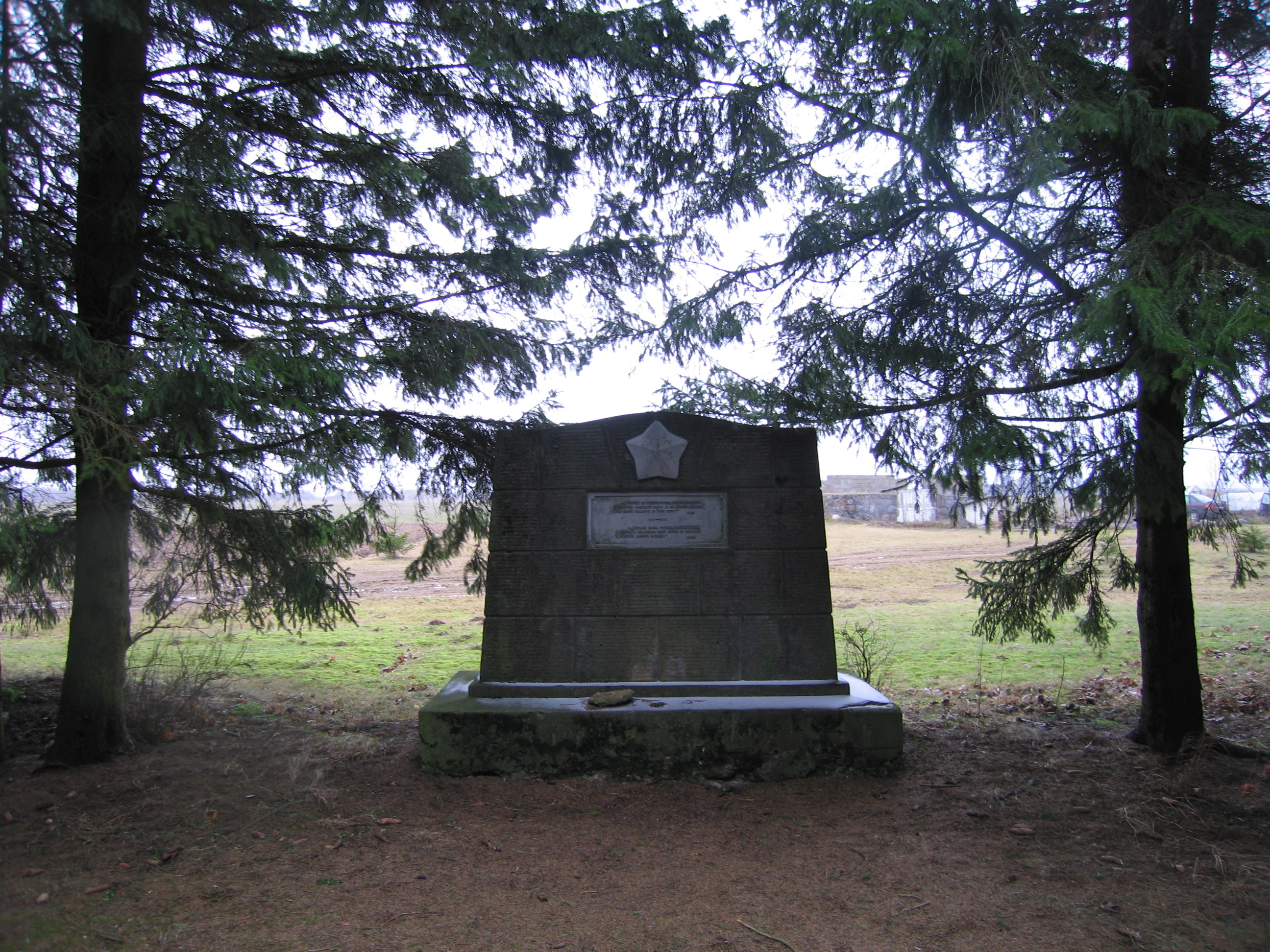
Братская могила советских воинов, павших во II мировой войне, в деревне Аркма (памятник демонтирован в 2023 году)
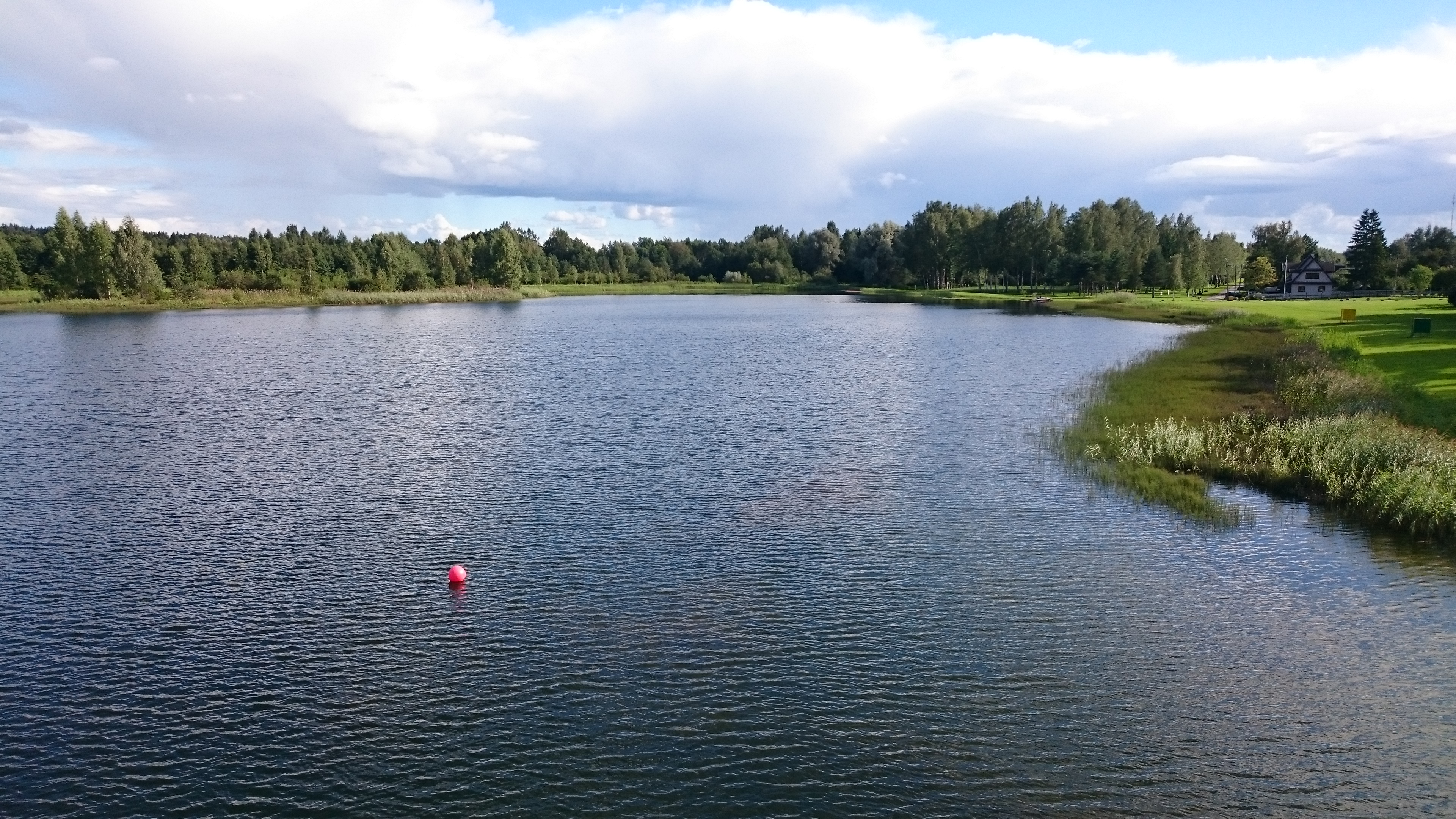
Озеро Тюри